# Ginny Fiennes
Pour les articles homonymes, voir Fiennes (homonymie).
Virginia Frances « Ginny » Fiennes, plus correctement nommée Lady Virginia Twistleton-Wykeham-Fiennes, née le 9 juillet 1947 à Godalming et morte le 20 février 2004 est une exploratrice polaire. 
Elle a été la première femme à recevoir la Médaille polaire. Elle travailla notamment dans la propagation des ondes radio de basse fréquence pour la British Antarctic Survey et l'Université de Sheffield.
Elle participa à l'expédition Transglobe (1982) avec son mari Ranulph Fiennes.